# Bramble Cay
Pour les articles homonymes, voir Bramble.
Bramble Cay (aussi appelée Maizab Kaur ou Massaramcoer)  est une île située au nord-est de l'Australie, en mer de Corail, plus précisément dans le détroit de Torrès. L'île appartient aux îles du détroit de Torrès et se trouve dans l'Est de l'archipel. C'est le point le plus au nord de l'Australie si on prend en compte la totalité du territoire.
Un petit mammifère, le Melomys rubicola y était une espèce endémique, mais est considérée à présent comme disparue définitivement à cause du réchauffement climatique.

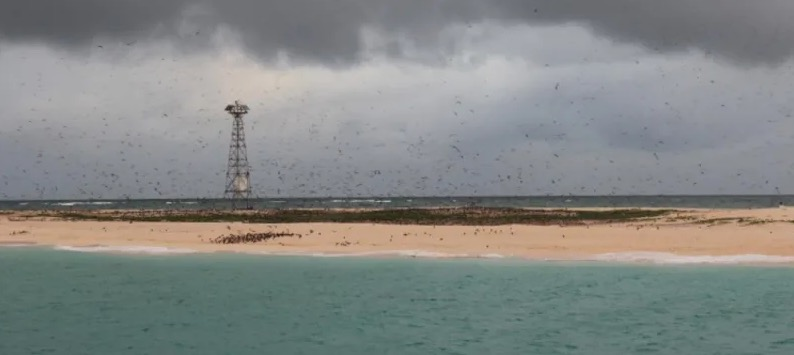
Bramble Cay vue depuis un bateau en 2014

L'île dispose d'un phare automatique de 17 m de haut depuis 1954.
.